# Cedusa hampora
Cedusa hampora är en insektsart som beskrevs av Kramer 1986. Cedusa hampora ingår i släktet Cedusa och familjen Derbidae. Inga underarter finns listade i Catalogue of Life.